# Güneygölcük, Reşadiye
Güneygölcük là một xã thuộc huyện Reşadiye, tỉnh Tokat, Thổ Nhĩ Kỳ. Dân số thời điểm năm 2011 là 55 người.